# Zollenbrücke

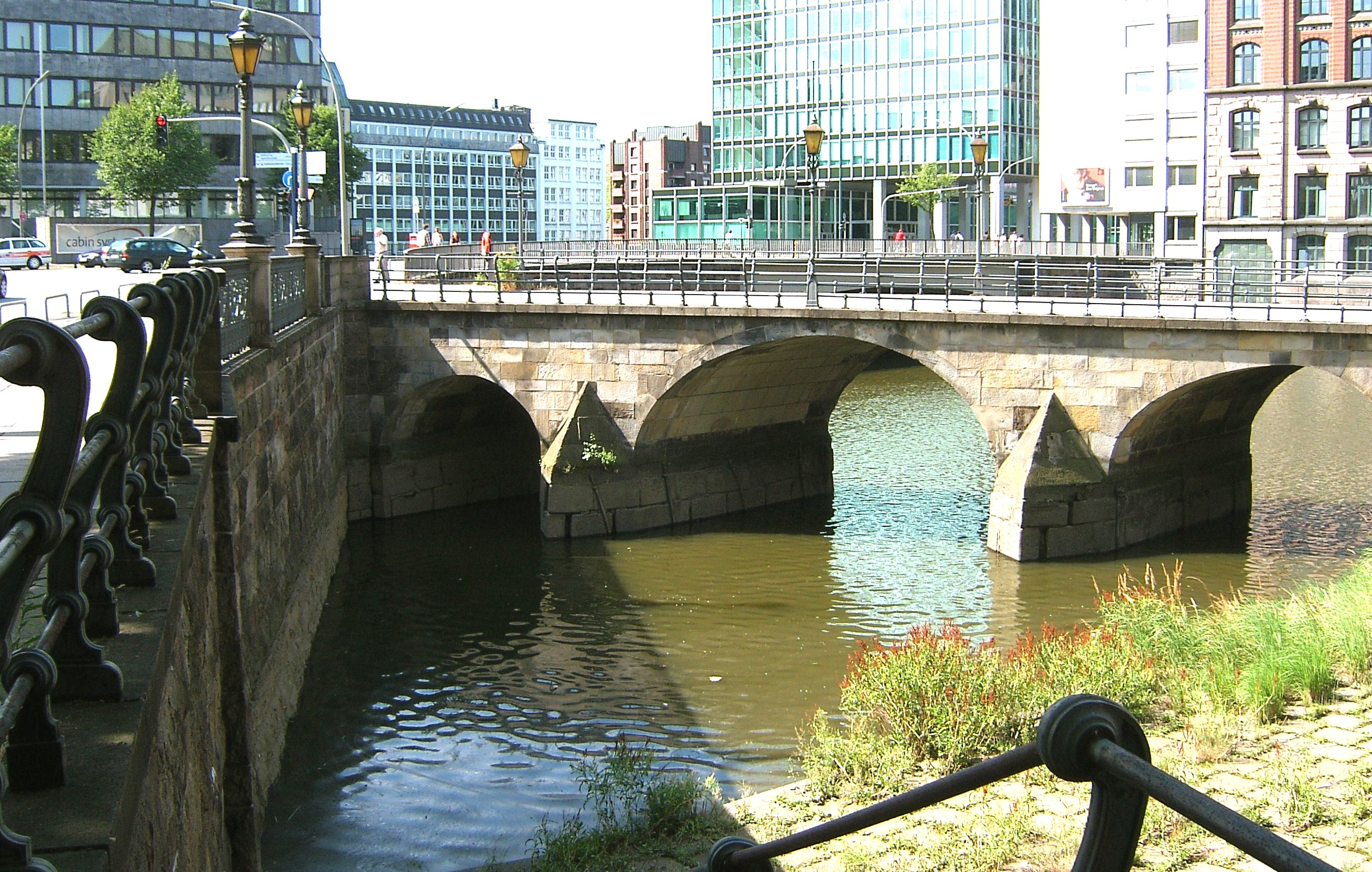
Zollenbrücke – Links schloss das Gröningerstraßenfleet an

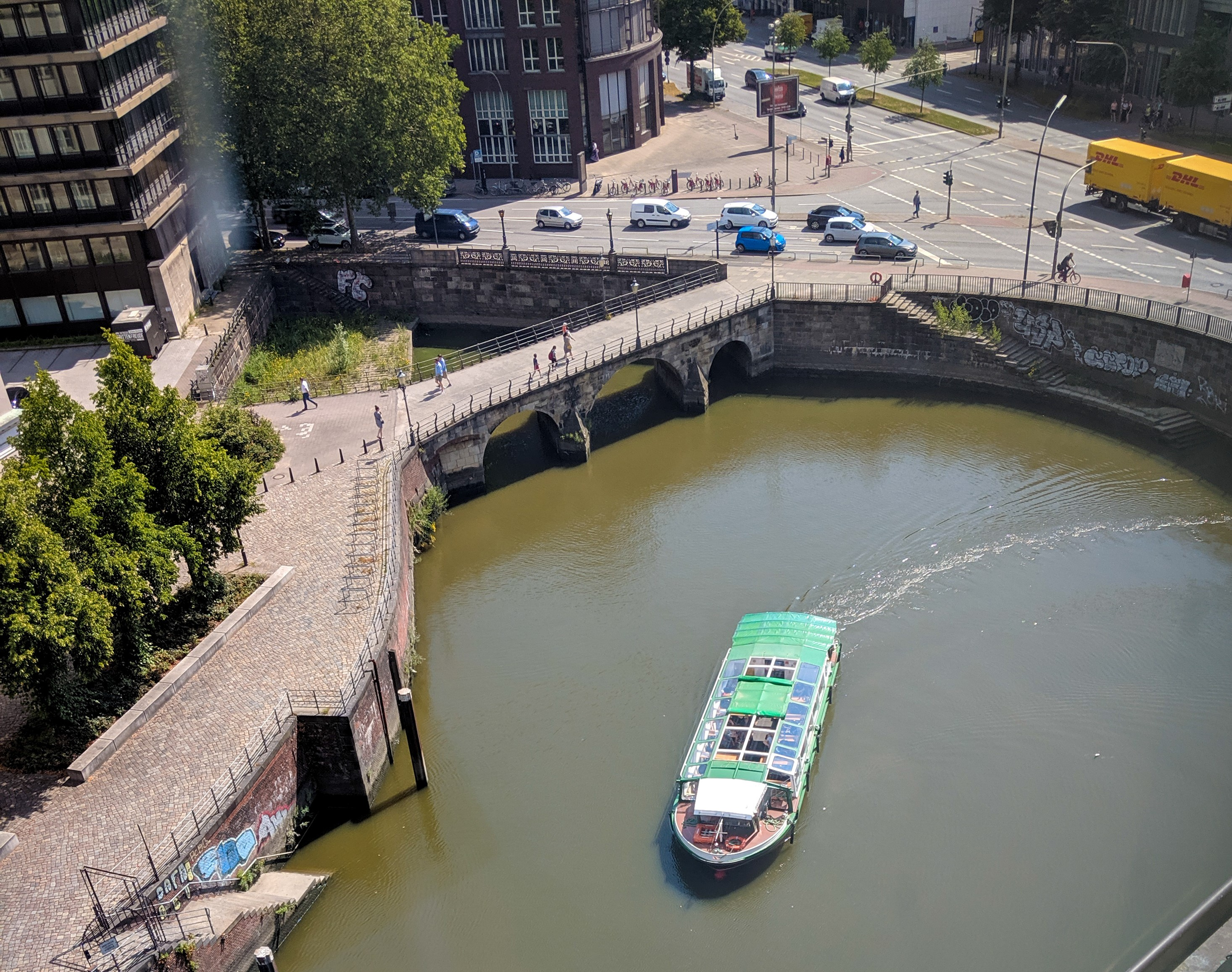
Zollenbrücke im Nikolaifleet

Die Zollenbrücke in Hamburg ist eine 1633 erbaute Brücke über das ehemalige Fleet der Gröningerstraße.
Am Nikolaifleet in der Altstadt gelegen, ist sie die älteste erhaltene Brücke im Stadtbereich und steht seit 1954 unter Denkmalschutz.
Ein Vorgängerbau wurde 1355 erstmals als Zollenbrücke (Tollnebrugghe) erwähnt. Der Name bezog sich auf das in der Nähe gelegene Zollhaus für den Schauenburger Zoll, eine Art (Waren-)Transitzoll, von Fremden erhoben und von den Stadtherren der Schauenburger Grafen eingeführt (die Einnahmen blieben später teilweise, mit dem Gottorper Vertrag ganz bei Hamburg). Das Zollhaus wurde nach Einstellung des Zolls 1806 abgerissen. Bis zum Jahr 1291 wurde die Brücke als "Brücke bei der Waage" bezeichnet, dann ab 1324 als "Krahnbrücke", in Bezug auf die dortige Stadtwaage und den Kran.
Die Brücke führte ursprünglich über das hier vom Nikolaifleet östlich abzweigende Gröningerstraßenfleet, das nach dem Zweiten Weltkrieg mit Trümmern verfüllt wurde und mit dem Bau der Ost-West-Straße und der Domstraße in den 1950er Jahren bis auf wenige Meter verschwand. Sie verband die nördlich und nordwestlich gelegenen Straßen Brodschrangen und Bei der alten Börse (wo bis zum Hamburger Brand 1842 Kran, Waage und Commerzium und Alte Börse am Nikolaifleet vor der Trostbrücke standen), mit der südlich davon gelegenen Straße Grimm (noch teilweise vorhanden) und der ebenfalls auf der Insel Grimm gelegenen Gröningerstraße, die parallel zum Fleet verlief und durch den Straßenneubau verschwand (Rest der fleetabgewandten südlichen Bebauung an der Gröninger Brauerei erhalten).
Der 25 Meter lange Brückenbau mit seinen drei unterschiedlich großen Bögen besteht aus Sandsteinquadern. Über einem Pfeiler auf der Seite des Nikolaifleets ist in Stein das große Hamburger Wappen zu sehen. Die Geländer und Laternen stammen aus dem 19. Jahrhundert, in dem die Brücke auch eine Verbreiterung durch seitlich auskragende eiserne Konsolen erhielt (Instandsetzung 1850–1854, Verbreiterung um 1870), die nach dem Zweiten Weltkrieg wieder entfernt wurden. Seit 1953 ist die Brücke nur noch als Fußgängerbrücke zugelassen.

## Geländer Graskellerbrücke
Neben der Zollenbrücke, auf einer Stützmauer, an der der letzte Teil des Gröningerstraßenfleets endet, wurde 1955 ein klassizistisches und bereits seit 1943 denkmalgeschütztes Gusseisengeländer mit Kandelabern an der neu erbauten Domstraße aufgestellt. Diese stammen ursprünglich von der Graskellerbrücke über das Alsterfleet und wurden 1835 nach einem Entwurf des Bildhauers Otto Sigismund Runge, dem Sohn von Philipp Otto Runge, in der Werkstatt des David Christopher Mettlerkamp gegossen.

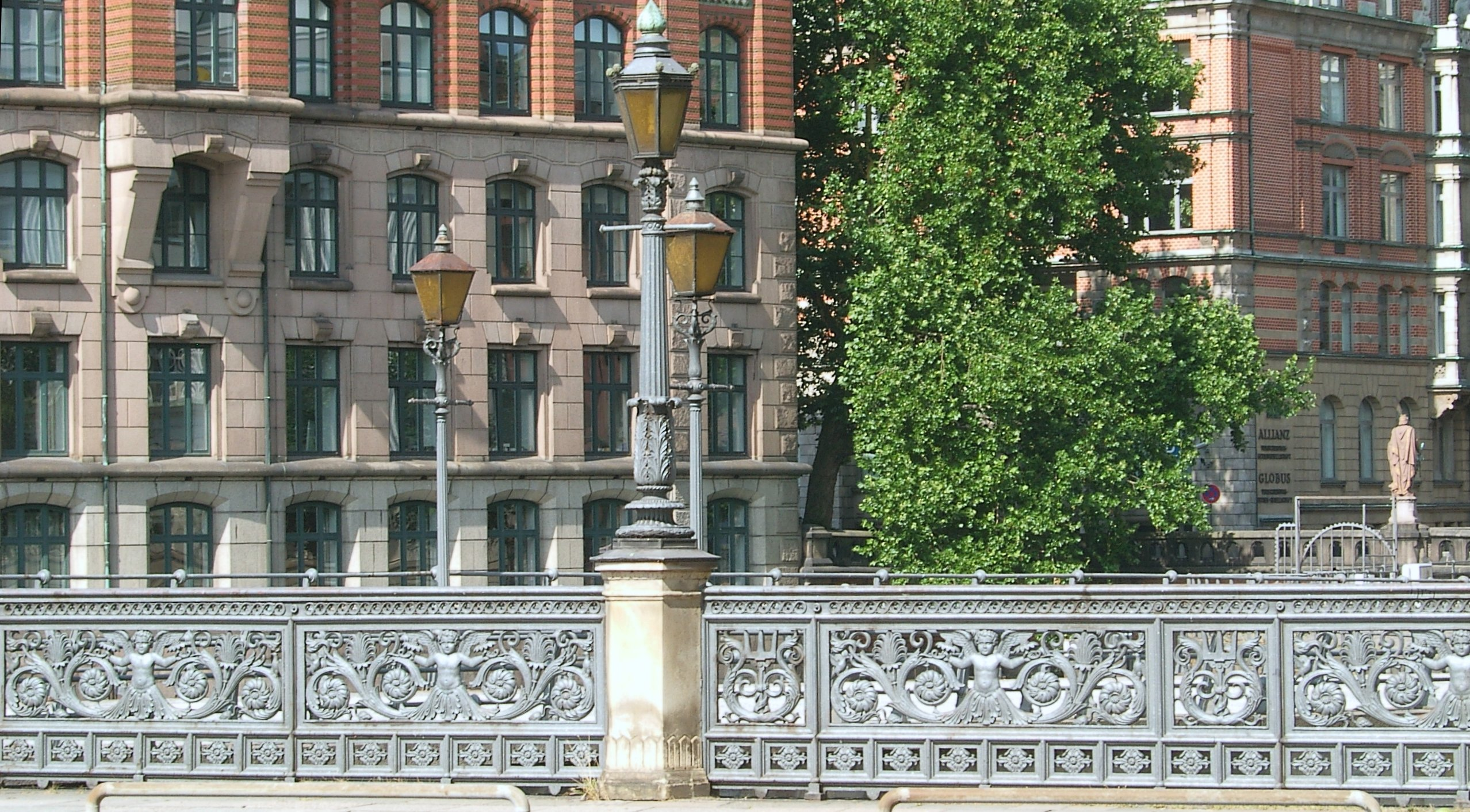
Das Geländer war ehemals Teil der Graskellerbrücke
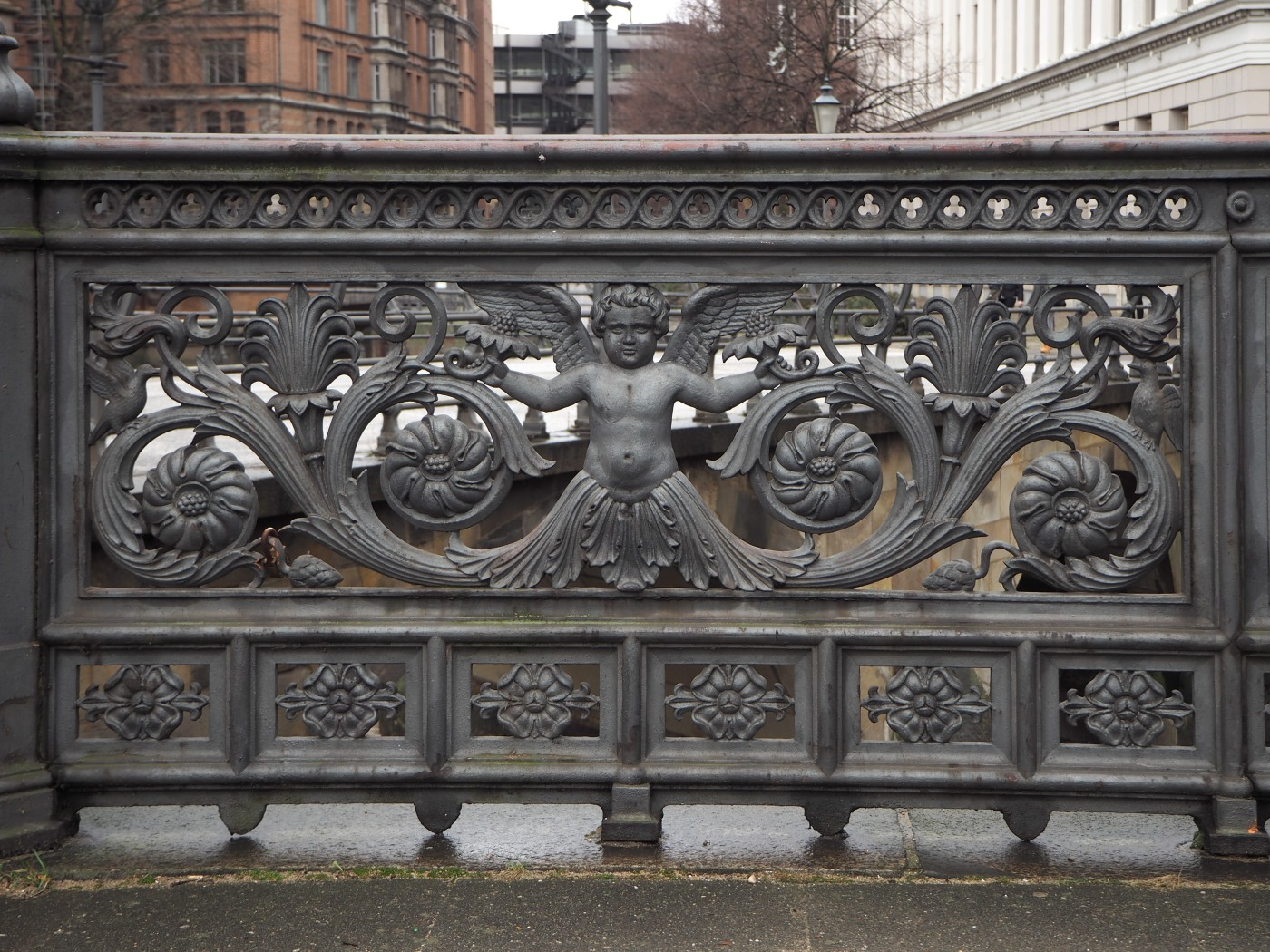
Ein Element des Geländers im Detail